# Sant’Andrea delle Dame (Nápoly)
A Sant’Andrea delle Dame (Piazetta Sant’Andrea delle Dame) egy nápolyi templom és kolostor épületegyüttese.

## Története
1585-ben kezdték építették reneszánsz stílusban a teatinus rend szerzetesei. A templom 1587-re épült fel, a kolostor a 17. század elejére. Az utólagos átépítések és restaurálások ellenére is megőrizte számos reneszánsz jellemvonását. 1748-ban Costantino Manni tervei alapján kibővítették az úgynevezett Torretta reale szárnnyal. A kolostort a 19. század elején, a Nápolyi Királyság francia megszállása alatt számolták fel, a templomot 1884-ben zárták be. A második világháborúban súlyos bombatámadás érte. Csak részlegesen állították helyre. Az utolsó nagyobb restaurálási munkálatokat 2004-ben végezték el.

## Leírása
Freskóit Giacinto Diano és Belisario Corenzio festették, majolika padlóburkulatát Bartolomeo Ghetti készítette. Az intarziás díszítésű oltár Dionisio Lazzari műve. A főhomlokzat oszlopainak díszítőelemeit Pietro Mennes faragta. 

## További információ
- A Wikimédia Commons tartalmaz Sant’Andrea delle Dame témájú kategóriát.